# Ardisia replicata
Ardisia replicata là một loài thực vật có hoa trong họ Anh thảo. Loài này được E.Walker mô tả khoa học đầu tiên năm 1939.